# Ралф, Айлин
Айлин Элизабет Ралф (англ. Eileen Elizabeth Ralph; 1906, Перт — 1995, Лондон) — австралийская пианистка.

## Биография
Окончила с отличием Королевскую академию музыки. В 1934 году дебютировала с сольным концертом в лондонском Вигмор-холле. Продолжила сольную карьеру в Англии (в частности, 3 мая 1941 года в том же Вигмор-холле приняла участие в концерте советской камерной музыки под эгидой Общества культурных связей с СССР, исполнив произведения Самуила Фейнберга, Сергея Прокофьева и Григория Егиазаряна). Выступала также как концертмейстер.
В 1940 году вышла замуж за скрипача Томаса Мэтьюза, концертировала с ним в дуэте (вместе они, в частности, исполнили цикл из всех сонат Вольфганга Амадея Моцарта). В 1942 году супруги отплыли в Малайю, но за время плавания японская армия заняла Сингапур, так что музыканты вместо этого отправились в Новую Зеландию. Затем они перебрались в Австралию, где в 1943 году супруги выпустили запись Сонатины Op. 137, No. 3 Франца Шуберта. Сольные концерты Ралф встречали высокую оценку австралийской музыкальной критики.